# 1929년
1929년은 화요일로 시작하는 평년이다.

## 연호
- 대한민국 임시정부(大韓民國 臨時政府) 대한민국(大韓民國) 11년
- 중화민국(中華民國) 민국(民國) 18년
- 일본(日本) 쇼와(昭和) 4년
- 응우옌 왕조(阮朝) 바오다이(保大) 4년

## 기년
- 응우옌 왕조(阮朝) 보대제(保大帝) 4년

## 사건
- 1월 13일 - 원산노동연합회 주도로 원산 총파업 시작
- 1월 29일 - 도쿄경시청, 재일본 한인단체 총수색
- 2월 8일 - 참의부 참의장 김희산과 참의부 군사장 김강이 만주 환인현에서 검거
- 2월 11일 - 라테라노 조약 체결.
- 2월 22일 - 조선가요협회 창립
- 3월 - 만주 지린성에서 정의부, 참의부, 신민부가 제2차 통합회의 개최, 자치기관으로 국민부 조직
- 3월 11일 - 조선총독부, 신간회 전국대회 금지
- 3월 22일 - <조선일보>가 소비절약, 상식보급, 건강증진 및 색의단발 운동을 전개
- 3월 24일 - 이탈리아 왕국에서 총선이 실시되어 베니토 무솔리니가 이끄는 국가파시스트당이 유일정당으로서 전 의석을 차지하였다.
- 3월 28일 - 인도의 시인 타고르가 <조선일보>에 <조선은 동방의 등촉> 기고
- 4월 1일 - 여의도비행장 개장
- 4월 13일 - 최현배, <우리말본> 제1편 간행
- 4월 18일 -  대한독립공명단의 마석고개 우편차량 탈취

공명단은 단장·부단장 외에 군사부·재정부·정치부를 두고 활동하였으며, 3개 사단 7만 5000명의 군대를 양성한 후 국내로 진격하여 독립을 쟁취하려 하였다. 또한 대동단, 대한민국임시정부, 흥사단 등과 연계하여 독립운동자금을 모집하였으며, 중국의 장개석(蔣介石), 염석산(閻錫山) 등으로부터도 지원을 받으려고 하였다. 그러나 여의치 않자 국내에 단원을 파견하여 현금 우송 차량으로부터 군자금을 마련하려 하였다.
1929년 초 최양옥과 김정련(金正連)은 국내에 들어와 이선구(李善九)를 동지로 가입시킨 후 양주군 화도면과 미금면의 경계인 마치고개에서 춘천에서 서울로 오는 우편차량에 보관된 현금을 탈취하려 하였다. 이들은 4월 18일 마치고개에서 우편차량을 장악하였으나 불행하게도 차내에 현금이 없어 뜻을 이루지 못하였다.
계획의 실패 후 최양옥·김정련·이선구는 양주군 천마산과 서울의 아차산, 뚝섬 등지로 도망 다니다가 며칠 후 체포되어 징역 5~10년의 형을 받고 옥고를 치렀다. 그리고 타이위안에서 비행기 조종사로 활동하던 안창남은 1930년 비행기 사고로 사망하였고, 신덕영도 1932년 하얼빈에서 체포되어 옥고를 치렀다. 이로 인해 1930년대 초 조직이 와해되었다.
- 4월 22일 - 서울에서 전차 전복으로 여학생 70여명 중상
- 5월 5일 - 조선비행학교 개교
- 5월 9일 - 방인근 등이 <문예공론> 창간, 고병돈 등이 <조선문예> 창간
- 6월 1일 - 대구, 평양 관립사범학교 수업 개시
- 6월 14일 - 월간 <삼천리> 창간
- 6월 20일 - 소학교와 보통학교규정 개정공포
- 6월 21일 - 조선공산당을 재건하려던 인정식 등 50여명이 구속
- 6월 24일 - 조선총독부 의옥 사건으로 야마나시 한조 총독 구속
- 7월
  - 만주 영안현에서 김좌진 등이 신민부를 토대로 한 한족총연합회를 조직
  - <조선일보>가 문맹퇴치운동 전개
- 7월 1일
  - 신간회 전국대표대회 개최, 중앙집행위원장에 허헌, 경성지회장에 조병옥 선출
  - 조선저축은행 설립
- 7월 10일 - 중국 상하이에서 여운형이 검거
- 7월 22일 - 언문철자법조사위원회, 한자음의 표음 표기, 정음의 사용, 종성 부활 등을 채택하기로 결정
- 8월 8일 - 독일 비행선 LZ 127 그라프 제펠린, 세계 일주 여행 시작.
- 8월 11일 - 베이브 루스가 500개의 홈런을 친 첫 선수가 되다.
- 8월 17일 - 조선총독부 총독에 사이토 마코토 재임명
- 8월 29일 - 독일 비행선 그라프 체펠린 호, 세계일주 비행 성공.
- 9월 7일 - 경성공회당에서 안익태의 첼로 독주회 개최
- 9월 10일 - 일본항공이 후쿠오카-울산-서울-대련 간 여객항공선 개설
- 9월 13일 - 일본 도쿄, 한인노동자 2만 명 송환
- 9월 23일 - 부산경찰서를 폭파한 박재혁이 복역 중 자결
- 10월 3일 - 염상섭, 장편 《광분》(狂奔) 조선일보에 연재.(∼1930년 8월 2일)
- 10월 8일 - 제1회 경평 축구 대회.
- 10월 19일 - 조선불교여자청년회 결성
- 10월 24일 - 암흑의 목요일.
- 10월 31일
  - 일본 오사카시가 국제비행장 구역 거주 200여명 한인의 강제 거주이전 단행
  - 조선어연구회, 조선어사전편찬회 조직
- 11월 3일 - 광주 학생 항일 운동 발생.
- 11월 8일 - 경성제국대학을 필두로 서울의 모든 고등보통학교 학생이 만세를 외치며 동맹휴학
- 12월 12일 - 숭실전문학교를 중심으로 평양의 모든 중학교 학생 1,600여명이 만세시위
- 12월 13일 - 신간회 간부 44명, 근우회 간부 47명 검거

## 문화
- 5월 16일 - 제1회 아카데미상이 열리다.

## 탄생

### 1월
- 1월 3일
  - 인텔의 공동창립자, 전임회장, 전임최고경영자,명예회장 고든 무어. (~2023년)
  - 이탈리아의 영화감독 세르조 레오네. (~1989년)
- 1월 4일 - 동독의 정치인 귄터 샤보프스키. (~2015년)
- 1월 6일 - 아프가니스탄의 정치가 바브락 카르말. (~1996년)
- 1월 7일 - 스페인의 축구 선수 루이스 베요. (~2021년)
- 1월 12일 - 스코틀랜드 철학자 앨러스터 매킨타이어. (~2025년)
- 1월 14일 - 대한민국의 제14대 대통령 김영삼. (~2015년)
- 1월 15일 - 미국의 목사 마틴 루서 킹 2세. (~1968년)
- 1월 16일 - 대한민국 제14대 대통령 영부인 손명순.  (~2024년)
- 1월 21일
  - 대한민국의 군인 출신 정치인 김상년.
  - 일제강점기의 독립운동가 엄기선. (~2002년)
- 1월 23일 - 독도의용수비대의 대장 홍순칠. (~1986년)
- 1월 25일 - 미국의 색소폰연주자 베니 골슨. (~2024년)
- 1월 26일 - 미국의 작가 줄스 파이퍼. (~2025년)
- 1월 27일 - 이집트의 기업인 모하메드 알 파예드. (~2023년)
- 1월 28일 - 미국의 조각가 클라스 올든버그. (~2022년)
- 1월 30일
  - 대한민국의 기업인 이인희. (~2019년)
  - 대한민국의 가수 금사향. (~2018년)
  - 대한민국의 경찰, 정치인, 제11대 국회의원 박종관.
- 1월 31일 - 영국의 배우 진 시먼스. (~2010년)

### 2월
- 2월 1일
  - 대한민국의 정치인 차규헌. (~2011년)
  - 독일의 신학자 페터 바이어하우스. (~2020년)
- 2월 4일 - 대한민국의 영화배우 조미령.
- 2월 17일 - 칠레의 영화감독 알레한드로 호도로프스키.
- 2월 19일 - 멕시코의 영화배우 알마 로사 아기레. (~2025년)
- 2월 27일
  - 브라질의 축구 선수 자우마 산투스. (~2013년)
  - 대한민국의 군인 정승화. (~2002년)
- 2월 28일 - 대한민국의 군인 강상욱. (~2014년)

### 3월
- 3월 3일 - 대한민국의 경찰 출신 정치인 정석모. (~2009년)
- 3월 4일 - 네덜란드의 지휘자 베르나르트 하이팅크. (~2021년)
- 3월 11일 - 대한민국의 정치인 송한철. (~1973년)
- 3월 13일 - 북한의 정치인 백남순. (~2007년)
- 3월 14일 - 대한민국의 정치인 박종율. (~2003년)
- 3월 15일 - 이탈리아의 가수 안토니에타 스텔라. (~2022년)
- 3월 21일 - 소련의 역도 선수 라파옐 치미시캰. (~2022년)
- 3월 22일
  - 말레이시아 풀라우피낭의 가수, 작곡가, 영화배우 겸 영화감독 P. 람리. (~1973년)
  - 대한민국의 정치인 조순승. (~2022년)
  - 일본의 예술가 구사마 야요이.
- 3월 23일 - 소련의 역도 선수 라파옐 치미시캰. (~2022년)
- 3월 27일 - 미국의 배우 앤 램지. (~1988년)

### 4월
- 4월 1일
  - 프랑스의 가수 마르셀 아몽. (~2023년)
  - 체코슬로바키아의 소설가 밀란 쿤데라. (~2023년)
  - 일본의 변호사 겸 정치인 소노베 이츠오. (~2024년)
- 4월 3일 - 덴마크의 정치인 포울 슐뤼테르. (~2021년)
- 4월 4일
  - 대한민국의 천문학자 조경철. (~2010년)
  - 오스트레일리아의 배우 조지 미켈. (~2020년)
- 4월 5일 - 대한민국의 비전향 장기수 홍명기.
- 4월 6일 - 그리스의 제4대 대통령 흐리스토스 사르체타키스. (~2022년)
- 4월 10일 - 대한민국의 비전향 장기수 박완규.
- 4월 17일 - 독일의 작곡가 제임스 라스트. (~2015년)
- 4월 22일 - 영국의 수학자 마이클 아티야. (~2019년)
- 4월 29일
  - 대한민국의 배우 독고성. (~2004년)
  - 미국의 가수 에이프릴 스티븐스. (~2023년)

### 5월
- 5월 3일 - 이스라엘의 군인 알베르트 만들러. (~1973년)
- 5월 4일 - 영국의 영화배우 오드리 헵번. (~1993년)
- 5월 9일 - 조선민주주의인민공화국의 동양화가 김기만. (~2004년)
- 5월 12일 - 나미비아의 제1대 대통령 샘 누조마. (~2025년)
- 5월 11일 - 영국령 홍콩 태생 일본의 화학자 나카니시 고지. (~2019년)
- 5월 29일
  - 미국의 철학자 해리 프랑크푸르트. (~2023년)
  - 영국의 물리학자 피터 힉스. (~2024년)

### 6월
- 6월 7일 - 멕시코의 축구 선수 안토니오 카르바할. (~2023년)
- 6월 8일 - 대한민국의 배우 김석훈. (~2023년)
- 6월 12일 - 안네의 일기의 저자 안네 프랑크. (~1945년)
- 6월 16일 - 대한민국의 정치인 최명헌. (~2023년)
- 6월 18일 - 독일의 철학자, 사회학자 위르겐 하버마스.
- 6월 19일 - 대한민국의 비전향 장기수 안영기. (~2009년)
- 6월 20일 - 대한민국의 금융인 김건. (~2015년)
- 6월 27일
  - 대한민국의 비전향장기수 신광수.
  - 대한민국의 극작자 이근삼. (~2003년)
- 6월 29일
  - 일본의 작곡가 마미야 미치오. (~2024년)
  - 이탈리아의 저널리스트, 작가, 정치적 인터뷰너 오리아나 팔라치. (~2006년)
- 6월 30일 - 홍콩의 법조인 양톄량. (~2023년)

### 7월
- 7월 8일 - 미국의 야구 선수 엑토르 로페스. (~2022년)
- 7월 13일 - 대한민국의 법조인 김형기. (~2023년)
- 7월 16일 - 대한민국의 경찰관 최중락. (~2017년)
- 7월 17일 - 그리스의 신학자 소티리오스 트람바스. (~2022년)
- 7월 18일 - 미국의 피겨 스케이팅 선수 딕 버튼. (~2025년)
- 7월 19일
  - 프랑스의 역사학자 에마뉘엘 르 루아 라뒤리. (~2023년)
  - 체코의 건축가, 교육자, 예술가 존 헤이덕. (~2000년)
- 7월 23일 - 미국의 소설가 가드너 도즈와. (~2018년)
- 7월 27일 - 영국의 소설가 잭 히긴스. (~2022년)
- 7월 28일 - 미국의 존 F. 케네디의 부인 재클린 케네디 오나시스. (~1994년)
- 7월 31일
  - 우루과이의 축구 선수 호세 산타마리아.
  - 잉글랜드의 작가 린 레이드 뱅크스. (~2024년)

### 8월
- 8월 4일 - 팔레스타인의 정치가 야세르 아라파트. (~2004년)
- 8월 17일 - U2 정찰기 격추 사건의 조종사 프랜시스 게리 파워스. (~1977년)
- 8월 24일 - 팔레스타인의 정치인 야세르 아라파트. (~2004년)
- 8월 26일 - 스웨덴의 디자이너 일리스 룬드그렌. (~2016년)
- 8월 28일 - 조선민주주의인민공화국의 정치인 김기남.
- 8월 29일 - 대한민국의 비전향 장기수 조창손.

### 9월
- 9월 2일 - 파리 외방 전교회 소속 프랑스-대한민국의 주교 르네 뒤퐁.
- 9월 9일 - 대한민국의 정치인 고재일. (~2022년)
- 9월 10일 - 미국의 골프 선수 아널드 파머. (~2016년)
- 9월 16일
  - 대한민국의 소설가, 국문학자 구인환. (~2019년)
  - 브라질의 수학자, 철학자 니우통 다 코스타. (~2024년)
- 9월 20일 - 미국의 배우, 희극인 앤 메라. (~2015년)
- 9월 21일
  - 대한민국의 시인 김광림. (~2024년)
  - 헝가리의 축구 선수, 축구 감독 코치시 샨도르. (~1979년)
- 9월 23일 - 대한민국의 영화 감독 김수용. (~2023년)
- 9월 25일 - 미국의 방송인 바버라 월터스. (~2022년)
- 9월 28일
  - 대한민국의 기업인, 사회기관 단체인, 신양문화재단 명예이사장 정석규. (~2015년)
  - 인도의 영화배우 라타 망게슈카르. (~2022년)
- 9월 30일 - 헝가리의 축구 선수 카르파티 벨러. (~2003년)

### 10월
- 10월 5일
  - 대한민국의 정치인, 여성학자 김영정. (~2021년)
  - 미국의 배우 밥 뉴하트. (~2024년)
- 10월 15일 - 대한민국의 의원 권이담. (~2016년)
- 10월 16일 - 브라질의 배우 페르난다 몬테네그루.
- 10월 18일 - 니카리과의 정치인 비올레타 차모로. (~2025년)
- 10월 21일 - 미국의 작가 어슐러 K. 르귄. (~2018년)
- 10월 22일 - 소비에트 연방의 전 축구 선수 레프 야신. (~1990년)
- 10월 23일 - 칠레의 예술가 루이스 알라르콘. (~2023년)
- 10월 24일 - 미국의 작곡가 조지 크럼. (~2022년)
- 10월 25일 - 대한민국의 언론인 박권상. (~2014년)
- 10월 26일
  - 대한민국의 피아니스트 겸 작곡가 최창권. (~2008년)
  - 대한민국의 문학평론가 겸 역사학자 임종국. (~1989년)
- 10월 28일 - 영국의 배우 조앤 플로라이트. (~2025년)
- 10월 30일 - 대한민국 김종필의 배우자 박영옥. (~2015년)

### 11월
- 11월 11일 - 독일의 작가 한스 마그누스 엔첸스베르거. (~2022년)
- 11월 12일
  - 독일의 작가 미하엘 엔데. (~1995년)
  - 미국의 영화 배우 그레이스 켈리. (~1982년)
- 11월 13일 - 대한민국의 군인, 외교관, 청치인 이상열.
- 11월 14일 - 대한민국의 정치인 국승록. (~2023년)
- 11월 17일 - 일본의 성우 나야 고로. (~2013년)
- 11월 20일 - 대한민국의 정치인 우병규. (~2018년)
- 11월 21일 - 대한민국의 기업가 최종현. (~1998년)
- 11월 28일 - 대한민국의 오르가니스트 겸 작곡가 최영섭.

### 12월
- 12월 6일 - 대한민국의 비전향 장기수 신인영. (~2002년)
- 12월 9일
  - 미국의 배우, 영화 감독 존 카사베티스. (~1989년)
  - 오스트레일리아의 제23대 총리 밥 호크. (~2019년)
- 12월 13일
  - 대한민국의 군인, 정치가 이희근. (~2022년)
  - 캐나다의 배우 크리스토퍼 플러머. (~2021년)
- 12월 24일 - 대한민국의 미술가 김창열. (~2021년)
- 12월 28일 - 네덜란드의 천문학자 마르턴 스밋. (~2022년)

### 미상
- 대한민국의 폭력조직원, 정당인, 기업인 김동진. (~?)
- 대한민국의 사회기관단체인 윤근환. (~2020년)
- 대한민국의 바이올린 제작자 진창현. (~2012년)
- 미국의 배우 밥 뉴하트. (~2024년)
- 미국의 신학자 하비 콕스.
- 대한민국의 삼영부동산 대표이자, 기업인 이종우.
- 영국의 시인 톰 건. (~2004년)

## 사망

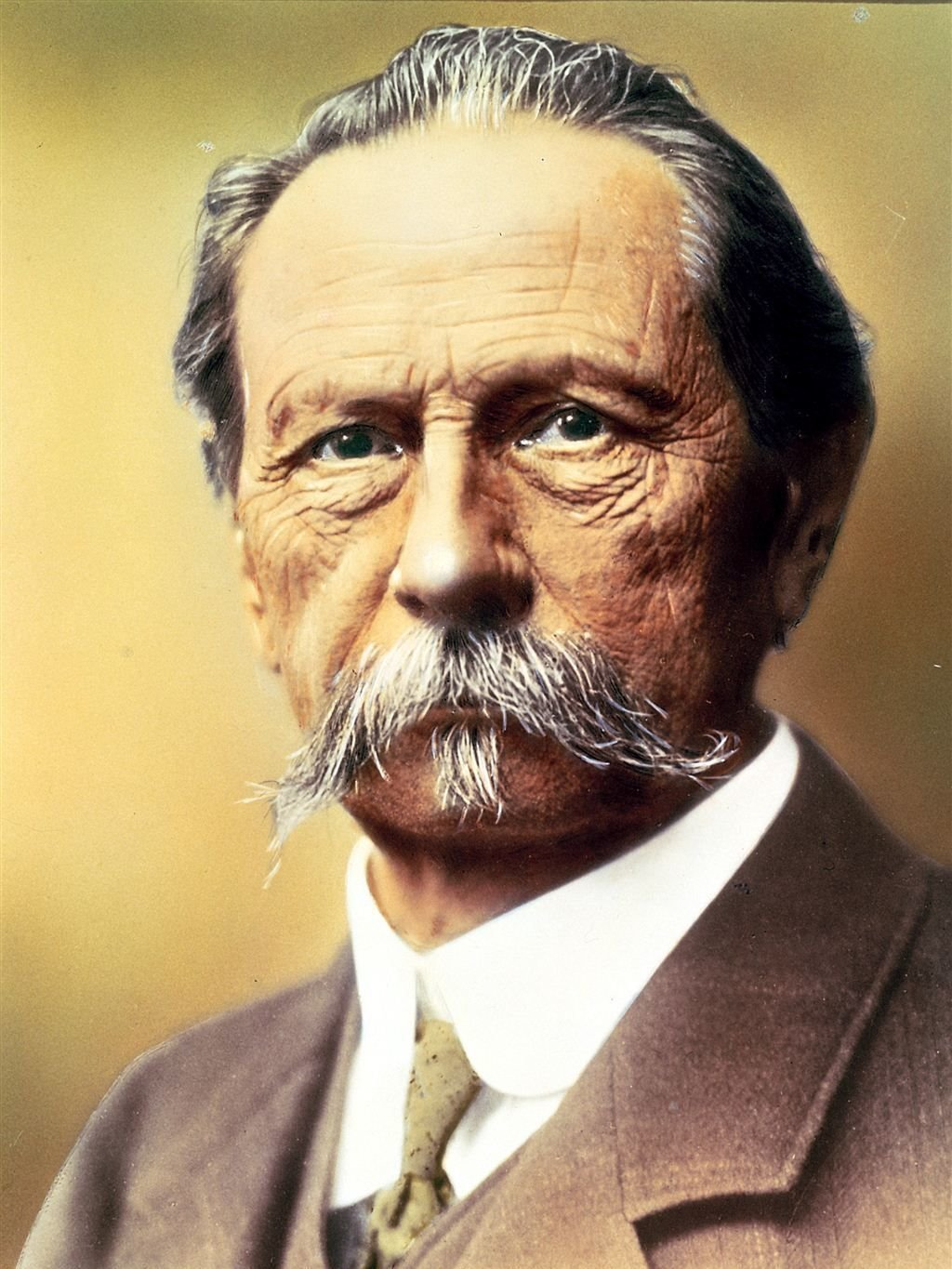
카를 벤츠

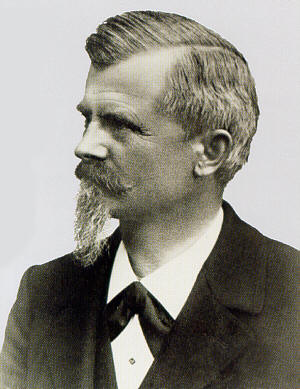
빌헬름 마이바흐

- 4월 4일 - 독일의 기술자, 기업인 카를 벤츠. (1844년~)
- 8월 19일 - 러시아의 미술 평론가 세르게이 댜길레프. (1872년~)
- 12월 29일 - 독일의 엔진 디자이너, 사업가 빌헬름 마이바흐. (1846년~)

## 노벨상
- 문학상: 토마스 만
- 물리학상: 루이 드 브로이
- 생리학 및 의학상: 크리스티안 에이크만 , F. 홉킨스
- 평화상: 프랭크 B. 켈로그, 데이비드 A. 모스
- 화학상: 아서 하든 , H. 폰 오일러 켈핀

## 달력
| 1월 |    |    |    |    |    |    |
| 일  | 월 | 화 | 수 | 목 | 금 | 토 |
|     |    | 1  | 2  | 3  | 4  | 5  |
| 6   | 7  | 8  | 9  | 10 | 11 | 12 |
| 13  | 14 | 15 | 16 | 17 | 18 | 19 |
| 20  | 21 | 22 | 23 | 24 | 25 | 26 |
| 27  | 28 | 29 | 30 | 31 |    |    |

| 2월 |    |    |    |    |    |    |
| 일  | 월 | 화 | 수 | 목 | 금 | 토 |
|     |    |    |    |    | 1  | 2  |
| 3   | 4  | 5  | 6  | 7  | 8  | 9  |
| 10  | 11 | 12 | 13 | 14 | 15 | 16 |
| 17  | 18 | 19 | 20 | 21 | 22 | 23 |
| 24  | 25 | 26 | 27 | 28 |    |    |

| 3월 |    |    |    |    |    |    |
| 일  | 월 | 화 | 수 | 목 | 금 | 토 |
|     |    |    |    |    | 1  | 2  |
| 3   | 4  | 5  | 6  | 7  | 8  | 9  |
| 10  | 11 | 12 | 13 | 14 | 15 | 16 |
| 17  | 18 | 19 | 20 | 21 | 22 | 23 |
| 24  | 25 | 26 | 27 | 28 | 29 | 30 |
| 31  |    |    |    |    |    |    |

| 4월 |    |    |    |    |    |    |
| 일  | 월 | 화 | 수 | 목 | 금 | 토 |
|     | 1  | 2  | 3  | 4  | 5  | 6  |
| 7   | 8  | 9  | 10 | 11 | 12 | 13 |
| 14  | 15 | 16 | 17 | 18 | 19 | 20 |
| 21  | 22 | 23 | 24 | 25 | 26 | 27 |
| 28  | 29 | 30 |    |    |    |    |

| 5월 |    |    |    |    |    |    |
| 일  | 월 | 화 | 수 | 목 | 금 | 토 |
|     |    |    | 1  | 2  | 3  | 4  |
| 5   | 6  | 7  | 8  | 9  | 10 | 11 |
| 12  | 13 | 14 | 15 | 16 | 17 | 18 |
| 19  | 20 | 21 | 22 | 23 | 24 | 25 |
| 26  | 27 | 28 | 29 | 30 | 31 |    |

| 6월 |    |    |    |    |    |    |
| 일  | 월 | 화 | 수 | 목 | 금 | 토 |
|     |    |    |    |    |    | 1  |
| 2   | 3  | 4  | 5  | 6  | 7  | 8  |
| 9   | 10 | 11 | 12 | 13 | 14 | 15 |
| 16  | 17 | 18 | 19 | 20 | 21 | 22 |
| 23  | 24 | 25 | 26 | 27 | 28 | 29 |
| 30  |    |    |    |    |    |    |

| 7월 |    |    |    |    |    |    |
| 일  | 월 | 화 | 수 | 목 | 금 | 토 |
|     | 1  | 2  | 3  | 4  | 5  | 6  |
| 7   | 8  | 9  | 10 | 11 | 12 | 13 |
| 14  | 15 | 16 | 17 | 18 | 19 | 20 |
| 21  | 22 | 23 | 24 | 25 | 26 | 27 |
| 28  | 29 | 30 | 31 |    |    |    |

| 8월 |    |    |    |    |    |    |
| 일  | 월 | 화 | 수 | 목 | 금 | 토 |
|     |    |    |    | 1  | 2  | 3  |
| 4   | 5  | 6  | 7  | 8  | 9  | 10 |
| 11  | 12 | 13 | 14 | 15 | 16 | 17 |
| 18  | 19 | 20 | 21 | 22 | 23 | 24 |
| 25  | 26 | 27 | 28 | 29 | 30 | 31 |

| 9월 |    |    |    |    |    |    |
| 일  | 월 | 화 | 수 | 목 | 금 | 토 |
| 1   | 2  | 3  | 4  | 5  | 6  | 7  |
| 8   | 9  | 10 | 11 | 12 | 13 | 14 |
| 15  | 16 | 17 | 18 | 19 | 20 | 21 |
| 22  | 23 | 24 | 25 | 26 | 27 | 28 |
| 29  | 30 |    |    |    |    |    |

| 10월 |    |    |    |    |    |    |
| 일   | 월 | 화 | 수 | 목 | 금 | 토 |
|      |    | 1  | 2  | 3  | 4  | 5  |
| 6    | 7  | 8  | 9  | 10 | 11 | 12 |
| 13   | 14 | 15 | 16 | 17 | 18 | 19 |
| 20   | 21 | 22 | 23 | 24 | 25 | 26 |
| 27   | 28 | 29 | 30 | 31 |    |    |

| 11월 |    |    |    |    |    |    |
| 일   | 월 | 화 | 수 | 목 | 금 | 토 |
|      |    |    |    |    | 1  | 2  |
| 3    | 4  | 5  | 6  | 7  | 8  | 9  |
| 10   | 11 | 12 | 13 | 14 | 15 | 16 |
| 17   | 18 | 19 | 20 | 21 | 22 | 23 |
| 24   | 25 | 26 | 27 | 28 | 29 | 30 |

| 12월 |    |    |    |    |    |    |
| 일   | 월 | 화 | 수 | 목 | 금 | 토 |
| 1    | 2  | 3  | 4  | 5  | 6  | 7  |
| 8    | 9  | 10 | 11 | 12 | 13 | 14 |
| 15   | 16 | 17 | 18 | 19 | 20 | 21 |
| 22   | 23 | 24 | 25 | 26 | 27 | 28 |
| 29   | 30 | 31 |    |    |    |    |

### 음양력 대조 일람
| 음력월 | 월건 | 대소 | 음력 1일의 양력 월일 | 음력 1일 간지 |
| ------ | ---- | ---- | -------------------- | ------------- |
| 1월    | 병인 | 소   | 2월 10일             | 병술          |
| 2월    | 정묘 | 대   | 3월 11일             | 을묘          |
| 3월    | 무진 | 소   | 4월 10일             | 을유          |
| 4월    | 기사 | 소   | 5월 9일              | 갑인          |
| 5월    | 경오 | 대   | 6월 7일              | 계미          |
| 6월    | 신미 | 소   | 7월 7일              | 계축          |
| 7월    | 임신 | 소   | 8월 5일              | 임오          |
| 8월    | 계유 | 대   | 9월 3일              | 신해          |
| 9월    | 갑술 | 소   | 10월 3일             | 신사          |
| 10월   | 을해 | 대   | 11월 1일             | 경술          |
| 11월   | 병자 | 대   | 12월 1일             | 경진          |
| 12월   | 정축 | 대   | 12월 31일            | 경술          |